# 309 Fraternitas
309 Fraternitas è un asteroide della fascia principale del diametro medio di circa 45,32 km. Scoperto nel 1891, presenta un'orbita caratterizzata da un semiasse maggiore pari a 2,6654696 UA e da un'eccentricità di 0,1145316, inclinata di 3,72114° rispetto all'eclittica.
Il suo nome è dedicato alla fraternità.